# Circondario di Potenza
Il circondario di Potenza era uno dei quattro circondari in cui era suddivisa la provincia di Potenza, esistito dal 1861 al 1927.

## Storia
Con l'Unità d'Italia (1861) la suddivisione in province e circondari stabilita dal Decreto Rattazzi fu estesa all'intera Penisola.
Il circondario di Potenza fu abolito, come tutti i circondari italiani, nel 1927, nell'ambito della riorganizzazione della struttura statale voluta dal regime fascista, con il quale nacque anche la provincia di Matera. Tutti i comuni che lo componevano, tranne due, rimasero in provincia di Potenza.

## Suddivisione
Nel 1863, la composizione del circondario era la seguente:
1. Mandamento I di Acerenza
  - Acerenza, Palmira, Pietragalla
2. Mandamento II di Avigliano
  - Avigliano, Ruoti
3. Mandamento III di Brienza
  - Brienza, Pietrafesa, Sant'Angelo Le Fratte, Sasso di Castalda
4. Mandamento IV di Calvello
  - Abriola, Anzi, Calvello
5. Mandamento V di Corleto Perticara
  - Corleto Perticara, Guardia
6. Mandamento VI di Genzano
  - Genzano
7. Mandamento VII di Laurenzana
  - Laurenzana, Pietrapertosa
8. Mandamento VIII di Marsico Nuovo
  - Marsico Nuovo
9. Mandamento IX di Picerno
  - Baragiano, Picerno, Tito
10. Mandamento X di Potenza
  - Potenza, Vignola di Basilicata
11. Mandamento XI di Montemurro
  - Armento, Gallicchio, Missanello, Montemurro, Spinoso
12. Mandamento XII di Saponara di Grumento
  - Saponara di Grumento, Tramutola
13. Mandamento XIII di Trivigno
  - Albano di Lucania, Brindisi Montagna, Campomaggiore, Castelmezzano, Trivigno
14. Mandamento XIV di Tolve
  - Cancellara, San Chirico Nuovo, Tolve, Vaglio di Basilicata
15. Mandamento XV di Vietri di Potenza
  - Balvano, Salvia, Vietri di Potenza
16. Mandamento XVI di Viggiano
  - Marsico Vetere, Viggiano